# Converge (związek wyznaniowy)
Converge, pierwotnie Baptist General Conference (BGC) – jest konserwatywnym wyznaniem baptystycznym w Stanach Zjednoczonych. Siedziba znajduje się w Orlando, na Florydzie. Obecnym prezesem jest Scott Ridout.
Generalna Konferencja Baptystów przyjęła nową nazwę ruchu Converge Worldwide w 2008 roku i została przemianowana na Converge w 2015 roku. 
Należy do Światowego Związku Baptystycznego i National Association of Evangelicals.

## Historia
Generalna Konferencja Baptystów wyrosła z Drugiego Wielkiego Przebudzenia XIX wieku, ale jej korzenie sięgają radykalnego pietyzmu w Szwecji. W 1852 Gustaf Palmquist wyemigrował ze Szwecji do Stanów Zjednoczonych. Czterdzieści siedem dni po jego przybyciu wraz z trzema innymi osobami zorganizował szwedzki kościół baptystów w Rock Island, w stanie Illinois. Imigracja, agresywna ewangelizacja i nawracanie przyniosły denominacji szybki wzrost.
W 1879 r., kiedy liczba kościołów szwedzkich wzrosła do 65, utworzyły one Konferencję Generalną. Członkowie tych kościołów zasymilowali się ze społeczeństwem amerykańskim i stopniowo utracili swoją odrębną tożsamość etniczną. Do 1940 roku większość kościołów była anglojęzyczna. W 1945 roku Szwedzka Generalna Konferencja Baptystów porzuciła ze swojej nazwy określenie „szwedzki” i stała się Generalną Konferencją Baptystów Ameryki.

## Statystyki
Według spisu denominacyjnego opublikowanego w 2020 roku liczy 322 293 członków w 1312 kościołach. Wysyła 183 misjonarzy służących w 36 krajach.
Według badania z 2010 roku Kościół Converge najwięcej członków posiadał w stanach: Minnesota (62 490), Kalifornia (36 720), Illinois (17 640), Maryland (17 220), Wisconsin (16 410), Waszyngton (14 190) i Ohio (12 660).